# Machias (New York, statisztikai település)
Machias statisztikai település az Amerikai Egyesült Államok New York államában, Cattaraugus megyében. Lakosainak száma 505 fő (2020. április 1.).

## Népesség
A település népességének változása:

| 2010 | 471 |
| 2020 | 505 |